# Binangun (Karangkobar)
Pour les articles homonymes, voir Binangun.
Binangun est un village indonésien du kecamatan (canton) de Karangkobar, kabupaten (département) de Banjarnegara, province de Java central.